# Maumusson-Laguian
Maumusson-Laguian è un comune francese di 157 abitanti situato nel dipartimento del Gers nella regione dell'Occitania.

## Società

### Evoluzione demografica
Abitanti censiti